# 영원 (핑클의 음반)
《call me in your heart... can be my soul show you love again》은 2003년 3월 8일에 발매된 대한민국 여자 그룹 핑클의 네 번째 정규 앨범이다. 총 15곡의 트랙으로 구성되어 있고, 전체 러닝타임은 57분 4초다.

## 설명
- 타이틀곡인 영원은  유정연 작곡,편곡 그리고   이효리 작사로써 발표한 해의  SBS 인기가요에서 1위를 하였다
- 핑클 앨범 가운데 수록곡이 가장 많고, 러닝 타임도 제일 길다.
- 핑클 멤버 전원이 작사에 참여하였다.
- 하드 커버로 덮어져 있고 멤버별 엽서 8종이 들어가 있다.
- 2집의 외국인 작곡가 Mario Bolden에 이어서 Sypher Muzik라는 외국인 작곡가를 기용한다.
- 데뷔 이래 처음으로 스타일리스트를 개인회사로 변경하였다.
- 당시 같은 소속사 가수인 2SHAI의 멤버 Travis가 코러스로 참여하기도 하였다.
- 수록곡 〈나와 같다면〉은 멤버 옥주현이 진행한 《핑클 옥주현의 별이 빛나는 밤에》의 3부 오프닝 곡으로 쓰이기도 하였다.

## 수록곡
1. Good Bye
  - 작사 : 옥주현 / 작곡 : 류은미 / 편곡 : 류은미
2. 영원 
  - 작사 : 이효리 / 작곡 : 유정연 / 편곡 : 유정연
3. Change 
  - 작사 : 성유리 / 작곡 : 황세준  / 편곡 : 황세준
4. 나와 같다면 
  - 작사 : 옥주현 / 작곡 : 심상원 / 편곡 : 심상원
5. Never 
  - 작사 : 윤사라 / 작곡 : 안정훈 / 편곡 : 김지웅
6. Happy
  - 작사 : 김영아 / 작곡 : 전준규 / 편곡 : 전준규
7. Fortune[for 春]
  - 작사 : 천정아, 옥주현 / 작곡 : 한재호, 김승수 / 편곡 : 한재호, 김승수
8. You`re my boy 
  - 작사 : 조은희 / 작곡 : 이현승 / 편곡 : 이현승
9. Bell 
  - 작사 : 김영아 / 작곡 : 마경식 / 편곡 : 고동훈
10. So for your love 
  - 작사 : 최희진 / 작곡 : Sypher Muzik / 편곡 : Sypher Muzik
11. 그대 안의 나 
  - 작사 : 이효리, 조규만 / 작곡 : 조규만 / 편곡 : 조현석
12. 세상에서 가장 슬픈 일 
  - 작사 : 정성윤 / 작곡 : 정성윤 / 편곡 : 배희경
13. Don`t go away 
  - 작사 : 정연준 / 작곡 : 정연준 / 편곡 : 정연준
14. 외면 
  - 작사 : 이진 / 랩 작사 : 허인창 / 작곡 : 이현승 / 편곡 : 이현승
15. One More Time 
  - 작사 : 김태윤 / 작곡 : 김진훈 / 편곡 : 김진훈

## 뮤직비디오

### 영원
- 스토리라인이 있는 뮤직비디오로 촬영되었다.
- 성유리는 눈 먼 마사지 안마사, 옥주현은 시한부 인생을 사는 꽃집 주인, 이진은 인생을 실패한 만화작가, 이효리는 손가락이 잘린 권투선수로 컨셉을 잡았다.
- 뮤직비디오가 염세적이라는 이유로 청소년 시청불가 판정을 받은 바 있지만 팬들로부터 이전과는 다른 이미지에 많은 사랑을 받은 뮤비이기도 하다.

## 방송활동

### 스태프
《영원》 활동 기간의 스태프는 아래와 같다.
- 매니저 : 길종화, 심병철, 고수암
- 스타일리스트 : 김우리
- 안무 : 나나스쿨

### 컴백무대
- 2002년 3월 3일, SBS 인기가요에서 첫 컴백하였다.
- 〈Never〉, 〈영원〉을 선보였다.

### 영원
- 타이틀 곡 〈영원〉의 활동 당시 스탠딩 마이크를 사용하였다. 2.5집 이후 2년 만이다.
- 4월 4일 KBS 뮤직뱅크에서 개인활동으로 옥주현 교통체증으로 생방송 도중 무대에 오르는 해프닝이 벌어졌다.

### Don't go away
- 핑클 공식 홈페이지를 통한 투표와 소속사의 의견을 종합하여 이 곡을 선정하였다.